# Tigre de Bonsucesso
O Grêmio Recreativo Bloco Carnavalesco Tigre de Bonsucesso foi um bloco de enredo do cidade do Rio de Janeiro. sendo sediado no bairro de Bonsucesso. tendo como cores o vermelho e branco.
Em 2010, com o enredo sobre o radialista João Estevam, da Rádio Manchete. o Tigre de Bonsucesso deveria ser o quarto bloco a desfilar na Intendente Magalhães, pelo Grupo 2, mas não compareceu ao desfile, sendo rebaixado para 2011. Mas em 2011, desfilou pelo grupo 3 dos blocos, onde apresentou o enredo Juventude da Vila, 9 anos de vitórias, conquistas e trabalho social, sendo novamente rebaixado, agora para o Grupo 4. devido a problemas internos e financeiros, não compareceu ao desfile em 2012 e estando suspensa de desfilar pela Federação dos Blocos.

## Enredos
| Ano  | Colocação    | Grupo   | Enredo                                                                                          | Carnavalesco        | Ref.  |
| ---- | ------------ | ------- | ----------------------------------------------------------------------------------------------- | ------------------- | ----- |
| 2006 | 3º lugar     | Grupo 3 | E no embalo do Cordão do Bola Preta que vou brincar o carnaval                                  | Nivaldo da Silva    |       |
| 2007 | 7º lugar     | Grupo 2 | O circo chegou! O sonho do show vai começar.                                                    | Nivaldo da Silva    | [ 3 ] |
| 2008 | 6º lugar     | Grupo 2 | Tigre Hoje é Melodia e Aroldo Melodia, Bonsucesso com a União é só Alegria                      | Nivaldo da Silva    | [ 4 ] |
| 2009 | 8º lugar     | Grupo 2 | Um por todos e todos por um Brasil melhor                                                       | Albertina Lopes     | [ 5 ] |
| 2010 | Não Desfilou | Grupo 2 | Ecoa pelo Ar a Voz da Informação, o poeta da canção embarca nesse sonho encantado, João Estevam | Paulo dos Santos    | [ 6 ] |
| 2011 | 10º lugar    | Grupo 3 | Juventude da Vila, 9 anos de vitórias, conquistas e trabalho social                             | Paula Regina Soares | [ 7 ] |
| 2012 | Não Desfilou | Grupo 4 | Bonsucesso - Do Engenho da Pedra aos Dias Atuais, Sempre Evoluindo                              | Paula Regina Soares | [ 8 ] |